# Karinebæk Station
Karinebæk Station er en jernbanestation i den østlige del af Hornbæk i Nordsjælland. Stationen åbnede den 2. juni 1991.
Stationen ligger på Hornbækbanen mellem Helsingør og Gilleleje og betjenes af tog fra Lokaltog.